# 斯图尔特·唐宁
斯图尔特·唐宁（英語：Stewart Downing，1984年7月22日—），是一位英格蘭已退役足球運動員，生於英格蘭的米德爾斯伯勒，唐寧慣用左腳，主要司職翼鋒，亦能擔任一位影子前鋒，於2015年夏季重投母會英冠的米杜士堡。
而在效力利物浦時，唐寧亦曾被安排出任後衛及右翼。唐寧亦曾入選英格蘭陣容中，並在2006年世界盃中作賽。

## 球會生涯

### 米杜士堡
唐宁在米德爾斯伯勒市的巴里斯達成長。他早在讀書期間開始支持米德尔斯堡。
唐寧處子登場英超比賽是在2002年4月中的米杜士堡對葉士域治比賽，結果主隊以1比0取勝。三日後，唐寧以後備身份在半場時入替賓列圖·卡邦尼對車路士，結果米德尔斯堡以2比0取勝。唐寧第一個入球是在聯賽盃比賽中米杜士堡迎戰賓福特射入。
唐寧早在2002年4月對葉士域治的一場聯賽中亮相。及後他被外借至桑德兰。他早已有7次代表國家青年隊的經驗。2005年9月他更加代表了英格蘭國家隊出戰一場友誼賽；同年7月10日也獲球會米杜士堡延長合約至2010年。2008年1月轉會窗傳聞熱刺有意羅致唐寧，但最終沒有出價，而唐寧亦再續五年新約。
於2008/2009年球季，唐寧以隊長身份帶領球隊，一直受到包括利物浦等英超球隊的重視和青睞。季初米杜士堡一度進佔聯賽榜第8位，惟自11月開始球隊成績下滑，排名蓉入降班區域，唐寧於2009年1月5日書面向球會提出轉會要求，但即日已被拒絕。在聯賽煞科日，米杜士堡作客1-2負於韋斯咸後宣佈護級失敗，來季降班到英冠作賽。唐寧整季除因傷缺陣了此場煞科戰外，出席其餘每一場聯賽，但卻毫無入球進賬，僅在足總盃對韋斯咸時射入兩球。

### 阿士東維拉
2009年7月16日，在米杜士堡降班後，唐寧以1,200萬英鎊加盟阿士東維拉，簽約四年。他亦是維拉在2009年夏季轉會窗首個收購。但因唐寧上季季尾仍效力米杜士堡時，在對陣維拉的聯賽中受傷，需以手術治療，在季初暫時不能代表維拉上陣比賽。直至11月7日，領隊馬田·奧尼爾才宣佈唐寧已恢復操練。11月21日，維拉作客般尼的聯賽，唐寧後備入替中場薛維爾，首次為維拉上陣。他在英格蘭聯賽盃對樸茨茅夫射入加盟維拉的首球，助球隊大勝4-2晉級。而他在維拉的首個球季，所有比賽貢獻三個入球，六個助攻。
唐寧在維拉第二個球季，更加融入球隊的踢法及更受重用，全季聯賽不曾缺席一場，且比上季有更進一步的表現，全季攻入八球，交出九個助攻，其中聯賽攻入七球。

### 利物浦
2011年7月13日，利物浦官方宣佈唐寧正式加盟。。唐寧在利物浦的首個球季發揮並不如意，且經常欠缺運氣，其射門常射中門柱或射中門楣，令作為翼鋒的唐寧雖甚得領隊杜格利殊重用，在英超賽事中出賽亦甚多，卻錄得0入球、0助攻的尷尬戰績，糟糕的表現亦令引入唐寧的杜格利殊被外界猛烈批評。雖然唐寧在此季英超比較失意，但他在足總盃的比賽中，上陣六場，取得兩個入球及兩個助攻。而唐寧在足總盃第三圈對奧咸的入球亦是他加盟後的首個入球。他在本季亦隨隊獲得聯賽盃冠軍，成為唐寧在繼效力米杜士堡時獲得聯賽盃後，再度獲得該項錦標。

### 西汉姆联
2013年8月13日，利物浦与西汉姆联俱乐部同时在自己的官网宣布，唐宁转会西汉姆联，合同为期4年。

## 國家隊生涯
自從2005-06年英超賽季開始，唐寧發現自己被英格蘭國家隊忽視。在2005年5月，他經受另一重大挫折，在英格蘭美國之旅操練時受傷，直到2006年1月方才完全復原。
2006年5月唐寧獲艾歷臣徵召進入英格蘭2006年世界盃大軍中，於英格蘭首戰巴拉圭時在下半場後補上場。在對再獲機會上場，這場比賽英格蘭在最後10分鐘射入兩球奠定勝局。
世界杯後他獲熱刺垂青，但唐寧卻表示希望留在米杜士堡。
在2006年8月16日，唐寧首次正選為英格蘭上陣對希臘，結果大勝4-0，其中3球由唐寧助攻協助隊友取得入球。唐寧在接下來的3場歐洲國家盃外圍賽正選上陣，分別對安道爾及馬其頓。唐寧的表現遭受南部報章的抨擊，但英格蘭助理教練雲拿保斯（Terry Venables）及米杜士堡領隊修夫基（Gareth Southgate）則認為這些抨擊對唐寧並不公平。

## 榮譽
米杜士堡
- 英格蘭聯賽盃冠軍：2003/04年

利物浦
- 英格蘭聯賽盃冠軍：2011/12年

## 私人生活
唐寧一直追求同樣來自米杜士堡的米切拉·亨德森-赛恩（Michaela Henderson-Thynne），米切拉更於世界盃期間成為球員太太团成員一份子。經過四年甜蜜交往，兩人於2007年2月宣佈分手。

### 反跳軌活動
唐寧積極參與全國性的「反跳軌活動」（No Messin'），告誡年青人不要在鐵路路軌上奔跑及互相追逐，及玩一種名為「迎火車」（'Head On'）的危險遊戲。「迎火車」是一眾青少年在火車軌上彎低身等待火車來臨，在最遲一刻才跳離火車軌者是為勝利者。這種行徑長久以來對本地社區造成壞影響，唐寧熱衷推動「反跳軌活動」，希望利用正常群體活動改變青少年停止這種無聊行為。拳擊界英雄埃米尔·汗亦是參與這個活動的名人之一。

## 外部連結
- 足球数据库：斯图尔特·唐宁的球员统计数据
- 英格蘭官方網站
- 米杜士堡官方網站
- The FA 網站 （页面存档备份，存于）
- 唐寧球迷網站